# Izabela Textorisová
Izabela Textorisová (16. března 1866 Ratková – 12. září 1949 Krupina) byla první slovenská botanička.

## Život a dílo
Narodila se do rodiny advokáta. V jejích pěti letech se rodina přestěhovala do Jelšavy. V roce 1883 Textorisová pracovala krátce jako učitelka. V letech 1885–1886 pracovala na poště v Telgártu, v roce 1886 složila pošťáckou zkoušku v Revúci a nastoupila na místo vedoucí nově otevřené pošty v Blatnici, kde působila až do konce života.
Jako samouk se naučila několik cizích jazyků – latinu, německy, francouzsky, rusky, částečně italsky a rumunsky. K botanice ji přivedli botanik Václav Vraný (1851–1959) a učenec Andrej Kmeť. Postupně navázala kontakty s uherskými i evropskými botaniky, stala se uznávanou odbornicí na flóru regionu Turiec a v dolinách Velké Fatry objevila výskyt řady vzácných rostlin (například lýkovec vonný, brambořík nachový, plesnivec alpský). Její herbář, čítající asi 5 000 položek, je dnes uložen na Katedře botaniky Přírodovědecké fakulty Univerzity Komenského v Bratislavě.
V roce 1893 po ní maďarský botanik Antal Margittai pojmenoval nový druh bodláku, Carduus textorisianus. Je po ní pojmenována planetka č. (30252) Textorisová.